# Фомін Олег Борисович
Оле́г Бори́сович Фомі́н (рос. Оле́г Бори́сович Фоми́н; 21 травня 1962, Тамбов, Російська РФСР) — радянський і російський актор, режисер, сценарист і продюсер театру, кіно і телебачення.

## Біографія
Мріяв стати актором з дитинства. Ще в школі був учасником художньої самодіяльності.
Після школи вступив одночасно в кілька московських театральних Вузів і вибрав Вище театральне училище імені М. С. Щепкіна, де навчався на курсі Миколи Анненкова у акторської майстерні Юрія Соломіна. У 1983 році, відразу після закінчення училища, поїхав у Ригу, служив у Державному театрі юного глядача Латвійської РСР імені Ленінського комсомолу в Ризі, де грав головні ролі.
Знявся в українських фільмах «Погань» (1990), «Гра всерйоз» (1992).

## Фільмографія
Актор:
- 1980 — «Срібні Озера»
- 1984 — «Майже ровесники» — хуліган
- 1988 — «Мене звуть Арлекіно» — Андрій Савичев («Арлекіно»)
- 1988 — «Помста» — робочий
- 1989 — «Скляний лабіринт» — Саша Лукашов
- 1989 — «Погань» — Валентин Мукасей
- 1990 — «Стерв'ятники на дорогах» — Саша, далекобійник
- 1998 — «Контракт зі смертю»
- 2007 — «День виборів»
- 2007 — «Кольє для снігової баби»
- 2008 — «Адмірал» — офіцер Підгурський
- 2016 — «Штрафник»

Режисер:
- 1991: «Милий Еп» та ін.